# Equipe suíça na Copa Billie Jean King
A equipe suíça na Copa Billie Jean King representa a Suíça na Copa Billie Jean King, principal competição de tênis feminina por equipes do mundo. É administrada pela Swiss Tennis.
Conquistou um título, no recente ano de 2022.

## Última convocação
Para o Finals de 2023, em novembro:
- Belinda Bencic
- Viktorija Golubic
- Céline Naef
- Jil Teichmann